# Olympische Winterspiele 1952/Teilnehmer (Schweden)
| Gelbes Symbol für Goldmedaillen mit stilisierten Olympischen Ringen | Graues Symbol für Silbermedaillen mit stilisierten Olympischen Ringen | Braundes Symbol für Bronzemedaillen mit stilisierten Olympischen Ringen |
| ------------------------------------------------------------------- | --------------------------------------------------------------------- | ----------------------------------------------------------------------- |
| —                                                                   | —                                                                     | 4                                                                       |

Schweden nahm an den VI. Olympischen Winterspielen 1952 in der norwegischen Hauptstadt Oslo mit einer Delegation von 65 Athleten in acht Disziplinen teil, davon 56 Männer und 9 Frauen. Mit vier Bronzemedaillen war Schweden die zehntbeste Nation bei diesen Spielen.
Fahnenträger bei der Eröffnungsfeier war der Nordische Kombinierer Erik Elmsäter.

## Teilnehmer nach Sportarten

### Bob
Männer, Zweier
- Olle Axelsson, Jan Lapidoth (SWE-1)
8. Platz (5:35,77 min)

- Kjell Holmström, Nils Landgren (SWE-2)
15. Platz (5:42,82 min)

Männer, Vierer
- Kjell Holmström, Felix Fernström, Nils Landgren, Jan Lapidothnson (SWE-1)
6. Platz (5:15,01 min)

- Gunnar Åhs, Börje Ekedahl, Lennart Sandin, Gunnar Garpö (SWE-2)
7. Platz (5:17,86 min)

### Eishockey
Männer
| - Göte Almqvist - Hans Andersson-Tvilling - Stig Andersson-Tvilling - Åke Andersson - Lars Björn - Göte Blomqvist - Thord Flodqvist - Erik Johansson - Gösta Johansson | - Rune Johansson - Sven Tumba - Åke Lassas - Holger Nurmela - Lars Pettersson - Lars Svensson - Sven Thunman - Hans Öberg |

- Bronze

### Eiskunstlauf
Paare
- Britta Lindmark & Ulf Berendt
12. Platz (8,756)

### Eisschnelllauf
Männer
- Mats Bolmstedt
500 m: 12. Platz (44,8 s)

- Stig Lindberg
500 m: 25. Platz (45,9 s)

- Bengt Malmsten
500 m: 31. Platz (46,6 s)

- Gunnar Ström
500 m: 23. Platz (45,6 s)
1500 m: 19. Platz (2:25,8 min)

- Carl-Erik Asplund
1500 m: 4. Platz (2:22,6 min)
5000 m: 6. Platz (8:30,7 min)
10.000 m: Bronze  (17:16,6 min)

- Sigvard Ericsson
1500 m: 8. Platz (2:23,4 min)
5000 m: 14. Platz (8:40,0 min)
10.000 m: 13. Platz (17:52,8 min)

- John Wickström
1500 m: 26. Platz (2:27,6 min)
5000 m: 18. Platz (8:47,2 min)

- Göthe Hedlund
5000 m: 11. Platz (8:39,2 min)
10.000 m: 9. Platz (17:39,2 min)

- Gunnar Hallkvist
10.000 m: 20. Platz (18:20,9 min)

### Nordische Kombination
- Lars-Erik Efverström
Einzel (Normalschanze / 18 km): 17. Platz (389,667)

- Erik Elmsäter
Einzel (Normalschanze / 18 km): 13. Platz (397,667)

### Ski Alpin
Männer
- John Fredriksson
Abfahrt: 23. Platz (2:44,5 min)
Riesenslalom: 49. Platz (2:55,9 min)
Slalom: 24. Platz (2:11,9 min)

- Sixten Isberg
Abfahrt: 34. Platz (2:53,4 min)
Riesenslalom: 30. Platz (2:42,3 min)

- Åke Nilsson
Abfahrt: 27. Platz (2:47,0 min)
Riesenslalom: 21. Platz (2:37,0 min)
Slalom: 18. Platz (2:09,5 min)

- Stig Sollander
Abfahrt: disqualifiziert
Riesenslalom: 6. Platz (2:32,6 min)
Slalom: 5. Platz (2:02,6 min)

- Olle Dalman
Slalom: 15. Platz (2:08,8 min)

Frauen
- Kerstin Ahlqvist
Riesenslalom: 26. Platz (2:21,4 min)
Slalom: 20. Platz (2:23,3 min)

- Ingrid Englund
Abfahrt: 29. Platz (2:01,3 min)
Riesenslalom: 32. Platz (2:29,9 min)
Slalom: 27. Platz (2:28,7 min)

- Margareta Jacobsson
Abfahrt: 25. Platz (1:58,2 min)
Riesenslalom: disqualifiziert
Slalom: 16. Platz (2:20,6 min)

- Sarah Thomasson
Abfahrt: 18. Platz (1:55,5 min)
Riesenslalom: 21. Platz (2:18,4 min)
Slalom: 12. Platz (2:18,3 min)

### Skilanglauf
Männer
- Lars-Erik Efverström
18 km: 58. Platz (1:14:19 h)

- Erik Elmsäter
18 km: 56. Platz (1:13:46 h)

- Enar Josefsson
18 km: 13. Platz (1:05:10 h)
4 × 10 km Staffel: Bronze  (2:24:13 h)

- Nils Karlsson
18 km: 5. Platz (1:02:56 h)
50 km: 6. Platz (3:39:30 h)

- Gunnar Östberg
18 km: 9. Platz (1:03:44 h)

- Nils Täpp
18 km: 7. Platz (1:03:35 h)
4 × 10 km Staffel: Bronze  (2:24:13 h)

- Arthur Herrdin
50 km: 13. Platz (3:57:46 h)

- Gunnar Eriksson
50 km: 12. Platz (3:55:45 h)

- Anders Törnkvist
50 km: 10. Platz (3:49:22 h)

- Sigurd Andersson
4 × 10 km Staffel: Bronze  (2:24:13 h)

- Martin Lundström
4 × 10 km Staffel: Bronze  (2:24:13 h)

Frauen
- Margit Albrechtsson
10 km: 8. Platz (45:05 min)

- Eivor Alm
10 km: 9. Platz (45:20 min)

- Märta Norberg
10 km: 4. Platz (42:53 min)

- Sonja Edström-Ruthström
10 km: 11. Platz (45:41 min)

### Skispringen
- Thure Lindgren
Normalschanze: 40. Platz (175,5)

- Hans Nordin
Normalschanze: 11. Platz (206,5)

- Karl Holmström
Normalschanze: Bronze  (219,5)

- Bror Östman
Normalschanze: 32. Platz (187,0)